# Commune de Palupera

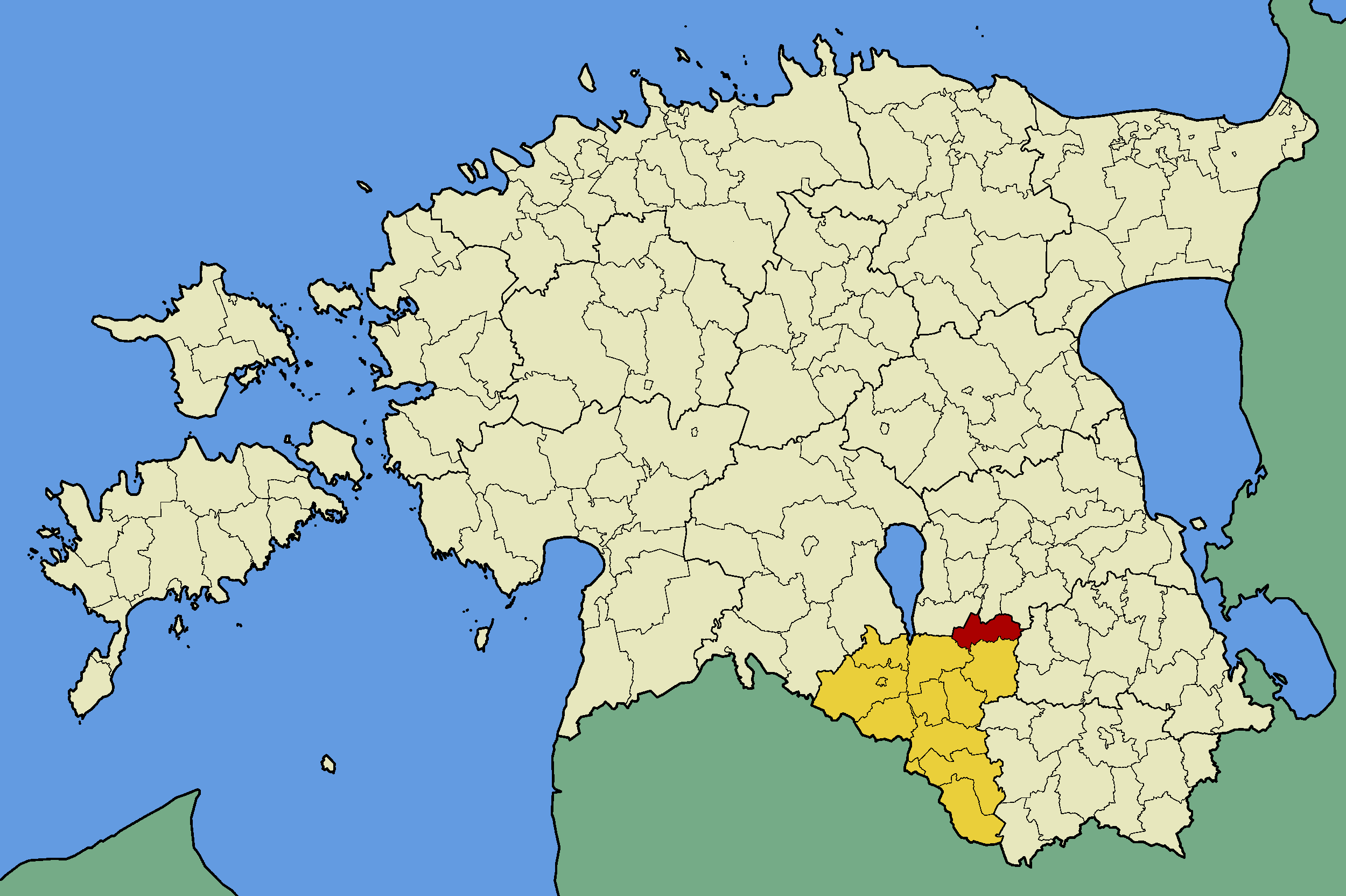
Localisation de l'ancienne commune de Palupera (rouge), dans le comté de Valga (jaune).

Palupera (en estonien : Palupera vald) est une ancienne commune rurale située dans le comté de Valga en Estonie. Son chef-lieu était Hellenurme.

## Géographie
Elle s'étendait sur une superficie de 123,62 km2 à l'extrémité nord du comté.
Elle comprenait les villages de Astuvere, Atra, Hellenurme, Lutike, Mäelooga, Makita, Miti, Neeruti, Nõuni, Päidla, Palupera, Pastaku, Räbi et Urmi.

## Histoire
Elle est supprimée lors de la réorganisation administrative d'octobre 2017 et son territoire est partagé entre les communes d'Elva et d'Otepää.

## Démographie
En 2012, la population s'élevait à 1 108 habitants.